# Drag Me to Hell
Drag Me to Hell (bra: Arraste-Me para o Inferno; prt: Até ao Inferno) é um filme norte-americano de 2009, do gênero terror, dirigido por Sam Raimi, com roteiro dele e de seu irmão Ivan Raimi.

## Sinopse
Querendo impressionar seu chefe, jovem analista de crédito nega a renovar a hipoteca de uma senhora e a despeja da casa, sem saber que será vítima de um espírito maligno que passa a atormentá-la.

## Elenco
- Alison Lohman como Christine Brown
- Justin Long como prof. Clayton "Argila" Dalton
- Lorna Raver como a sra. Sylvia Ganush
- Dileep Rao como Rham Jas
- David Paymer como o sr. Jim Jacks
- Art Kimbro como Lamia (voz)
- Reggie Lee como Stu Rubin
- Adriana Barraza como Shaun San Dena
- Chelcie Ross como Leonard Dalton
- Molly Cheek como Trudy Dalton
- Bojana Novakovic como Ilenka Ganush
- Alex Veadov como o homem com rabo de cavalo

### Trilha sonora
A trilha sonora foi produzida por Christopher Young. Young trabalhou com o diretor Sam Raimi em outras produções como em O Dom da Premonição e Spider-Man 3. A trilha sonora foi lançada dia 18 de Agosto de 2009.
1. "Drag Me to Hell" – 2:33
2. "Mexican Devil Disaster" – 4:33
3. "Tale of a Haunted Banker" – 1:52
4. "Lamia" – 4:06
5. "Black Rainbows" – 3:24
6. "Ode to Ganush" – 2:23
7. "Familiar Familiars" – 2:11
8. "Loose Teeth" – 6:31
9. "Ordeal by Corpse" – 4:35
10. "Bealing Bells with Trumpet" – 5:12
11. "Brick Dogs Ala Carte" – 1:46
12. "Buddled Brain Strain" – 2:51
13. "Auto-Da-Fe" – 4:31
14. "Concerto to Hell" – 5:59